# Edoardo Affini
Edoardo Affini (ur. 24 czerwca 1996 w Mantui) – włoski kolarz szosowy.

## Osiągnięcia
Opracowano na podstawie:

2014
- 2. miejsce w mistrzostwach Włoch juniorów (jazda indywidualna na czas)
- 1. miejsce w Trofeo San Rocco
- 1. miejsce w mistrzostwach Europy juniorów (start wspólny)
- 1. miejsce w Trofeo Buffoni

2015
- 3. miejsce w mistrzostwach Włoch U23 (jazda indywidualna na czas)

2018
- 1. miejsce w prologu Giro Ciclistico d’Italia
- 1. miejsce w mistrzostwach Włoch U23 (start wspólny)
- 1. miejsce w igrzyskach śródziemnomorskich (jazda indywidualna na czas)
- 1. miejsce w mistrzostwach Włoch U23 (jazda indywidualna na czas)
- 1. miejsce w mistrzostwach Europy U23 (jazda indywidualna na czas)

2019
- 3. miejsce w Hammer Stavanger (drużynowo)
- 1. miejsce na 4. etapie Tour of Norway
- 1. miejsce na 3. etapie Hammer Limburg (drużynowo)
- 3. miejsce w mistrzostwach Europy (mieszana jazda drużynowa na czas)
- 3. miejsce w mistrzostwach Europy (jazda indywidualna na czas)
- 1. miejsce na 6. etapie Tour of Britain

2020
- 1. miejsce na 1. etapie Czech Cycling Tour (jazda drużynowa na czas)
- 3. miejsce w mistrzostwach Włoch (jazda indywidualna na czas)
- 3. miejsce w mistrzostwach Europy (mieszana jazda drużynowa na czas)

2021
- 2. miejsce w mistrzostwach Włoch (jazda indywidualna na czas)
- 3. miejsce w mistrzostwach świata (mieszana jazda drużynowa na czas)

2022
- 3. miejsce w mistrzostwach Włoch (jazda indywidualna na czas)
- 2. miejsce w mistrzostwach świata (mieszana jazda drużynowa na czas)

2024
- 3. miejsce w mistrzostwach świata (jazda indywidualna na czas)

## Rankingi
| Rok             | 2015  | 2016  | 2017  | 2018 | 2019 | 2020 | 2021 | 2022 | 2023 | 2024 |
| --------------- | ----- | ----- | ----- | ---- | ---- | ---- | ---- | ---- | ---- | ---- |
| World Ranking   |       | 2362. | 1137. | 374. | 249. | 456. | 198. | 329. | 660. | 173. |
| UCI Europe Tour | 1055. | 1834. | 1191. | 287. | 204. | 374. | 169. | 265. | -    | 141. |
| UCI Asia Tour   | -     | 559.  | -     | -    |      |      |      |      |      |      |
|                 |       |       |       |      |      |      |      |      |      |      |
| Źródło: UCI     |       |       |       |      |      |      |      |      |      |      |